# Mundobriga
Mundobriga o Munebrix era un antiguo poblado celtíbero en la Sierra de Pardos que se relaciona con la actual población de Munébrega (España), en la Comunidad de Calatayud, dentro de la Provincia de Zaragoza.
Los restos de esta ciudad celtíbera se descubrieron gracias a unas investigaciones arqueológicas realizadas en 1998 en el río Jalón. Se sabe que el núcleo de Mundobriga se conservó hasta el período de dominación musulmana, siendo utilizada anteriormente por romanos y visigodos.

## Localización geográfica
Situado en la Sierra de Pardos, se trata de un importante yacimiento situado en el lugar denominado Granja de Zaragocilla, entre las localidades de Olvés y Munébrega, en la provincia de Zaragoza. Allí ocupa un cabezo elevado cuya cima está protegida por un doble paramento de muralla, evidenciándose después al descender por el monte la existencia de otras líneas de muros de contención/murallas (hasta seis o siete) especialmente en la ladera meridional (de más fácil acceso). En la cima hay túmulos, y se observa también un tramo de fortificación que une las líneas tercera y cuarta de muralla, construido perpendicularmente a ellas.

## Hallazgos
En los campos que se sitúan al este y sursudeste del cerro, se encuentra abundante cerámica celtibérica, tanto pintada como sin pintar: cuencos, cráteras, vasos, ollas globulares, etc., todo ello datable los siglos III o II a. C. En la cima, la cerámica es mucho más escasa, aunque allí se han recogido algunas piezas de la I Edad del Hierro. En un campo al pie del cabezo y al suroeste del mismo, las labores de labranza habían puesto al descubierto una bolsada de cenizas cubierta por lajas de piedra, correspondiente sin duda a un enterramiento. En una ligera elevación que se sitúa frente a este cerro, al sur del mismo, se aprecian también varios túmulos.